# Zbrodnia i kara (film 1970)
Zbrodnia i kara (ros. Преступление и наказание, Priestuplenije i nakazanije) – składający się z dwóch części dramat filmowy produkcji ZSRR z 1970 roku, oparty na powieści Fiodora Dostojewskiego pod tym samym tytułem.

## Opis fabuły
Dwudziestotrzyletni były student prawa, Rodion Raskolnikow, uważa, iż jest ponad prawem - wymyślił on teorię, w myśl której pewni ludzie mają prawo zabijać, by osiągnąć swoje cele. Doprowadza go to do zabójstwa starej lichwiarki Alony Iwanowny (której był klientem) oraz przypadkowego świadka, jej siostry Lizawiety. Podwójne morderstwo doprowadza go do wyczerpania psychicznego, którego objawami są między innymi gorączka, majaczenie i "wybuchowy" nastrój. Przykuwa to uwagę sędziego śledczego Porfirego Pietrowicza podczas rutynowej wizyty Raskolnikowa na policji, co wzmaga w śledczym przekonanie, że to właśnie Raskolnikow jest sprawcą. Tymczasem do Petersburga przyjeżdżają matka i siostra Raskolnikowa. Ta ostatnia chce wyjść za Piotra Łużyna, ale Raskolnikow powoduje zerwanie zaręczyn. Poznaje również Sonię, młodą prostytutkę. Jest ona córką zmarłego nagle urzędnika-alkoholika, Marmieładowa, na pogrzeb którego Raskolnikow dał jego żonie swoje ostatnie pieniądze. Uwagę Raskolnikowa przykuwa charakter Sonii, wskutek czego postanawia się przyznać jej do zbrodni. Sonia twierdzi, że Raskolnikow powinien przyznać się policji do morderstwa, a ona pojedzie za nim na Syberię. Nieoczekiwanie podobne zalecenie wydaje sędzia śledczy Porfiry, twierdząc, iż Raskolnikow, przyznając się, otrzyma łagodną karę (w tym czasie kłamliwie oskarżał siebie o zabójstwo sekciarz Mikołka). Po wahaniach i próbach usprawiedliwienia siebie Raskolnikow decyduje przyznać się do winy.

## Obsada
- Gieorgij Taratorkin - Rodion Raskolnikow
- Innokientij Smoktunowski - Porfiry Pietrowicz
- Władimir Basow - Piotr Łużyn
- Tatiana Bedowa - Sonia Marmieładowa
- Maja Bułgakowa - Katarzyna Iwanowna
- Wiktorija Fiodorowa - Awdotia „Dunia” Romanowna
- Irina Goszewa - Pulcheria Aleksandrowna
- Jefim Kopelian - Swidrygajłow
- Jewgienij Łazarew - Zosimow
- Jewgienij Lebedew - Marmieładow
- Inna Makarowa - Nastazja
- Walerij Nosik - Zamiotow
- Aleksandr Pawłow - Razumichin
- Dzidra Ritenberga - Luiza Iwanowna
- Jurij Sarancew - porucznik Poroch
- Liubow Sokołowa - Lizawieta

## Wersja polska
- Wersja polska – Studio Opracowań Filmów w Warszawie
- Reżyseria – Zofia Dybowska-Aleksandrowicz[1]

Obsada:
- Andrzej Seweryn
- Edmund Fetting
- Ilona Kuśmierska
- Małgorzata Włodarska
- Wojciech Siemion
- Ryszarda Hanin
- Zofia Mrozowska
- Andrzej Gawroński
- Mirosława Dubrawska
- Mariusz Dmochowski
- Andrzej Wykrętowicz
- Jan Kobuszewski
- Zdzisław Tobiasz
- Zdzisław Salaburski

i inni